# Ryōhei Katō
Ryōhei Katō (japonês: 加藤凌平, Hepburn: Katō Ryōhei) (Numazu, 9 de setembro de 1993) é um ginasta japonês que compete em provas de ginástica artística.
Representou o Japão em duas edições de Jogos Olímpicos, conquistando a medalha de prata por equipes em Londres 2012 e o ouro no mesmo evento em 2016, no Rio de Janeiro. Também possui um título mundial por equipes na edição de 2015, em Glasgow.

## Carreira
Katō estreou nas competições adultas em 2011, após iniciar na modalidade aos 9 anos de idade e crescer em uma família de ginastas. Seu pai, Hiroyuki, foi um ex-ginasta e depois técnico da modalidade, assim como sua mãe que também praticou o esporte. Foi dessa forma que estreou em sua primeira Olimpíada, em Londres 2012, treinado por seu pai que na ocasião era o comandante da equipe japonesa nos Jogos britânicos. Ao lado de Kazuhito Tanaka, Yusuke Tanaka, Kohei Uchimura e Koji Yamamuro conquistou a medalha de prata na competição por equipes com uma pontuação final de 271,952, atrás apenas da China.
No ano seguinte, juntamente com os colegas Hiroki Ishikawa, Shogo Nonomura, Chihiro Yoshioka e Yusuke Tanaka competiu na Universíada de Cazã, na Rússia, onde a equipe do Japão ganhou a medalha de bronze. Individualmente ganhou o ouro no solo e o bronze na barra fixa. Ainda na temporada de 2013, competiu no Campeonato Mundial da Antuérpia e alcançou a final do individual geral, ficando em segundo lugar quase dois pontos atrás do companheiro de equipe Uchimura. Foi convocado para representar o Japão novamente no Campeonato Mundial de 2014, em Nanning, China, e voltou a medalhar na prova por equipes em uma competição internacional. Ao lado de Uchimura, Nonomura, Yusuke Tanaka, Kenzō Shirai e Kohei Kameyama conquistou a medalha de prata, ficando atrás dos donos da casa por apenas 0,1 ponto. Nas finais individuais ficou com o bronze nas barras paralelas e em sexto lugar no solo.
Disputando seu terceiro Campeonato Mundial, Katō obteve seu primeiro título na competição novamente em uma prova por equipes. Em uma disputa aparelho por aparelho contra os adversários da Grã-Bretanha e da China, o Japão obteve a maior pontuação com um total de 270,818. O resultado credenciou os japoneses a lutar pelo ouro nos Jogos Olímpicos do Rio, no ano seguinte. A equipe formada por Katō, Uchimura, Shirai, Yamamuro e Yusuke Tanaka conquistou o título olímpico com uma vantagem de quase três pontos para a Rússia, segundo colocada. Na final do individual geral ficou na décima primeira posição com 88,590 pontos e sua única final por aparelhos foi nas barras paralelas, onde terminou em sétimo lugar.